# Mukhtar Mai
Mukhtar Mai, även känd som Mukhtar Bibi, född 1972 i Meerwala, är en pakistansk människorättsaktivist.
Mai, hennes far och farbror åkte till en angränsande by och deras byråd i en moské i juni 2002 för att diskutera orättvisa anklagelser mot hennes 12-åriga lillebror, för att ha haft en sexuell relation med en åtta år äldre kvinna av högre samhällsställning. Istället för att diskutera drog personer ur rådet ut Mai ur moskén och över ett torg där hundratals personer hade samlats, till ett skjul, där hon våldtogs kontinuerligt av fyra olika män i över en timme. Därefter kastades hon ut halvnaken till sin far och farbror, som under hela tiden hållits fast utanför av folkmassan. De täckte henne med en sjal och tog henne hem.
Enligt den pakistanska traditionen är enda utvägen för att behålla hedern för en våldtagen kvinna och hennes familj att kvinnan begår självmord. Detta gör samtidigt att förövarna går fria. Mai bad sin mor köpa syra som hon ville svälja för att dö, men modern vägrade. Under dagarna som gick spreds ryktet om vad som hänt och polisen började höra sig för. Mai kom då till insikt att hon kunde få sin heder tillbaka genom rättvisa istället för självmord, och hon gjorde en anmälan i juli samma år. 14 män greps, och sex av dem, de fyra våldtäktsmännen och två som beordrat våldtäkten, dömdes till döden. 
År 2005 togs fallet upp i Lahores högsta domstol där fem av förövarna frikändes och den sistes straff omvandlades till livstid. Den domen höll sig även i Pakistans högsta domstol 2011, men 2016 återupptog domstolen fallet för att granska det, och utgången var 2017 oviss.

## Människorättsarbete
Tack vare att Mai vågade stå upp för sina rättigheter och kämpade har hon blivit en stark symbol för kvinnliga överlevare av sexuellt våld. De pengar som Mai fick i skadestånd av staten, 500 000 rupees (år 2005), använde hon för att hjälpa kvinnor så de inte skall hamna i samma situation. Hon har bland annat gjort följande:
- Startat en hotline för kvinnor.
- Startat ett offentligt bibliotek.
- Öppnat en laglig klinik, med en ambulansservice.
- Öppnat ett kvinnohärbärge i sin hemstad Meerwala.
- Startat flera skolor, där även döttrar till de våldtäktanklagade männen har gått.

## Kultur
Tillsammans med den franska författaren Marie-Thérèse Cuny skrev hon sin självbiografiska berättelse Hedern har sitt pris och fick den nästan omedelbart översatt till 23 språk, däribland svenska 2006. En ny upplaga kom redan året efter. Texten beskriver det pakistanska samhällets syn på kastväsendet i början av 2000-talet. Översättningen från franska till svenska är gjord av Marie Berthelius. Originalets franska titel är Déshonorée (2006).
Mais upplevelser har även blivit till en opera, kallad Thumbprints, regisserad av Kamala Sankaram och librettist var Susan Yankowitz.